# Tiago Rocha
Tiago Rafael Moreira da Rocha (sinh ngày 4 tháng 9 năm 1990 ở Penafiel) là một cầu thủ bóng đá người Bồ Đào Nha thi đấu cho F.C. Penafiel ở vị trí thủ môn.